# Eimeriidae
Famille
Les Eimeriidae sont une famille de protistes parasites de l'ordre des Eucoccidiorida.

## Liste des genres
Selon GBIF (23 novembre 2023) :
- Alveocystis Beltenev, 1980
- Atoxoplasma Garnham, 1950
- Barrouxia Labbé, 1899
- Barrouxia Schneider, 1885
- Caryospora Léger, 1904
- Coccidium Leuckart, 1879
- Crystallospora Labbé, 1896
- Cyclospora Schneider, 1881
- Diaspora Léger, 1898
- Dorisa Levine, 1980
- Eimeria Schneider, 1875
- Epieimeria Dyková & Lom, 1981
- Gastrocystis Chatton, 1910
- Gousseffia Levine & Ivens, 1979
- Goussia Labbé, 1896
- Hoarella Arcay de Peraza, 1963
- Isospora Schneider, 1881
- Mantonella Vincent, 1936
- Octosporella Ray & Raghavachari, 1942
- Pfeifferinella Wasielewski, 1904
- Polysporella McQuiston, 1990
- Pythonella Ray & Das Gupta, 1937
- Sivatoshella Ray & Sarker, 1968
- Skrjabinella Matschoulsky, 1949
- Tyzzeria Allen, 1936
- Wenyonella Hoare, 1933